# Oscar Murúa
José Óscar Francisco Murúa Robledo (25 de enero de 1898-1 de abril de 1980), más conocido como Oscar Murúa, fue un pintor guatemalteco. Hijo del inmigrante español José Antonio Murúa y Valerdi, y la guatemalteca María del Carmen Adelaida Robledo, nació en la Ciudad de Guatemala o Nueva Guatemala de la Asunción el 25 de enero de 1898.

## Traslado a España
Junto a sus padres y hermanos salió del Puerto de San José, Escuintla, el 29 de marzo de 1903 a bordo del vapor Colón, que los llevó hasta la Ciudad de Panamá donde atravesaron el istmo en ferrocarril, para alcanzar la ciudad de Colón, donde el 12 de abril de 1903 abordaron el vapor Montevideo, de la Línea Franco-atlántica Española, con parada intermedia en Cuba. El 5 de mayo llegaron a Andalucía al Puerto de Cádiz; ahí los esperaba su tío paterno, Julio Antonino José Murúa, quien trabajaba como ingeniero Jefe de la Jefatura de Obras Públicas de Cádiz. Finalmente llegaron a Madrid en ferrocarril y se instalan varios días después un piso arriba del apartamento que alquilaban sus abuelos paternos, en Plaza de las Provincias n.º 1.

## Estudios
El 31 de octubre de 1908 ingresa como interno al Colegio San Juan Bautista en Santoña, Cantabria. El 1 de octubre de 1909 ingresa de interno al Colegio San Vicente de Paúl en Limpias, Cantabria. El 11 de noviembre de 1910 ingresa, junto a su hermano Fernando Murúa, a la Academia Mata en Santander, Cantabria, donde ambos estudian la carrera de Comercio. Para enero de 1913 se instalan en Madrid y continúa cursando la carrera de Comercio en la Academia Laguilhoat.

## Su iniciación en el arte
El 11 de enero de 1915 comenzó a recibir lecciones de arte en Madrid con el artista guatemalteco Rafael Rodríguez Padilla quien se encontraba estudiando en la Academia de San Fernando.

## Traslado a Guatemala
Junto a su padre y sus hermanos Fernando y Héctor, salieron el 27 de marzo de 1915, a bordo del vapor Finland rumbo a Nueva York, haciendo escala en la Azores. A bordo del vapor Marrowigne llegan a Guatemala el 21 de abril de 1915.

## Vecino de la Antigua Guatemala
El primero de abril de 1,946 se traslada junto a su esposa Catalina Ramírez y sus dos hijos, a la ciudad de Antigua Guatemala, con el propósito de operar un hotel allí, al cual llamarían "Casa de Murúa". El 14 de marzo de 1,947 es electo Presidente de la Asociación de Amigos de la Antigua Guatemala.

## Escultismo y deporte
España
El Escultismo en España apenas tenía dos años de existir cuando el 20 de noviembre de 1913 ingresa Óscar, junto con su hermano Fernando Murúa, al 8.º. Grupo, Distrito de Palmas, de los Exploradores de España. El 17 de mayo de 1914 es nombrado Jefe de la 6a. Patrulla del 5.º. Grupo.
Guatemala
En 1919 es nombrado capitán del equipo de fútbol, España. El 10 de enero de 1,924 ingresa al Club Deportivo Hércules y el 25 de mayo fue nombrado Capitán del equipo de fútbol Hércules. El 13 de agosto de 1924 se desarrollan en la Ciudad de Guatemala los Juegos Atléticos Municipales, donde gana el evento de los 800 metros planos y recibe de manos del Presidente de la República, José María Orellana, la Medalla de Oro. El 11 de enero de 1,925 se desarrolla el Campeonato Nacional Olímpico, en el cual gana la medalla de oro en la carrera de 800 metros planos, con un tiempo de dos minutos 16 segundos. El 29 de enero de 1,927 es nombrado Presidente del Club Deportivo Hércules el cual se ubicaba en la 6a. avenida y 11 calle de la zona 1.

## Trayectoria artística
El 17 de febrero de 1,918 sale al campo por vez primera con la intención de pintar un paisaje y el 14 de septiembre compra una nueva caja de pinturas por diez pesos de oro. Luego del derrocamiento del dictador Manuel José Estrada Cabrera el 10 de abril de 1,920 fue designado por la Asamblea Nacional -como Presidente- Carlos Herrera y Luna un acaudalado empresario, Diputado y Presidente de la Comisión de Hacienda y Crédito Público, quien funda, en la Ciudad de Guatemala, la Academia Nacional de Bellas Artes, a donde llega a enseñar arte Rafael Rodríguez Padilla, siendo Óscar el primer alumno en inscribirse en la clase que Rodríguez impartía. Recibió lecciones de Estética, modelado, perspectiva y pintura.
Monta su primera exhibición el día 11 de marzo de 1,928 junto a Eduardo De La Riva en la Escuela de Bellas Artes. El 11 de mayo de ese año funda junto a los artistas Antonio Tejeda Fonseca, Ovidio Rodas Corzo, Rigoberto Iglesias, Leopoldo Alcaín y Jaime Arimany el llamado Grupo TRIAMA, llamado así pues tomaron la inicial del apellido de cada uno de los integrantes. La sede se ubicó en la octava avenida y doce calle de la zona 1. El grupo duró aproximadamente tres años, la agrupación carecía de ideología política o postura social, su interés era el paisajismo y para promoverlo entre ellos llevaban a cabo sesiones de pintura. Como respuesta a las demandas sociales, luego de disuelto el grupo TRIAMA, Ovidio Rodas Corzo se integrará, en 1,944 a la Asociación de Profesores y Estudiantes de Bellas Artes (APEBA).
Óscar recibió en 1,928 una Mención Honorífica por su participación en la Primera Exhibición Nacional de Arte. El 11 de mayo de 1,930 celebran en el Club Guatemala la primera exposición del Grupo TRIAMA. El 21 de junio de 1,931 celebran la segunda exposición del grupo, en esta ocasión en la Escuela de Bellas Artes. El 8 de noviembre de 1,940 recibió una Mención Honorífica del Arts & Crafts Club de Nueva Orleans por su acuarela de la Antigua Guatemala exhibida en el Exhibition of Modern Art from Central America. En dicha exposición participó también Federico W. Schaeffer. En 1,942 participó en la Exposición Latinoamericana en la tienda Macy’s de Nueva York. Alrededor de este año, Murúa, en compañía de Leopoldo Alcaín, Federico W. Schaeffer, Alfredo Gálvez Suárez, Humberto Garavito, Enrique de León Cabrera, Miguel Ángel Ríos, José Luis Álvarez, Antonio Tejeda, Ovidio Rodas, Rigoberto Iglesias, Leopoldo Alcaín y Jaime Arimany, crean la que fue la primera galería particular en Guatemala, con el nombre de Galería Arcada.
En 1,951 y 1,952 exhibió trabajos de óleo, pastel seco y acuarela en el Club Guatemala, Club Americano, Galería Capri y Galería Ríos. En 1,978 participó en la exhibición “El Óleo en Guatemala, Siglo XX” auspiciada y organizada por la Organización Paiz, cuyos fundadores son ahora socios en la empresa Wal-Mart Centroamérica.

## Enfermedad y muerte
A raíz de un problema cardíaco crónico sufre un tromboembolismo cerebral quedando hemipléjico poco después de cumplir los 81 años, a raíz de un segundo tromboembolismo muere el 1 de abril de 1980. Sus restos se encuentran en el Cementerio General de Guatemala.